# Abrahadabra
Albums de Dimmu Borgir
In Sorte Diaboli
(2007) Eonian
(2018)
Singles
Abrahadabra est le neuvième album studio du groupe de black metal norvégien Dimmu Borgir, sorti le 27 septembre 2010.
Le groupe avait déjà annoncé, au mois de juin 2010, sa collaboration avec le compositeur Gaute Storaas ainsi que les 51 membres de l'Orchestre de la Radio norvégienne et les 38 membres de la Schola Cantorum, une chorale,.
Le titre Gateways est en vente sur iTunes depuis le 20 août en Europe et depuis le 24 août en Amérique du Nord. Une vidéo a été tournée pour ce titre.

## Liste des titres
Liste des titres
1. Xibir - 2:50
2. Born Treacherous - 5:02
3. Gateways - 5:10
4. Chess With the Abyss - 4:08
5. Dimmu Borgir - 5:35
6. Ritualist - 5:13
7. The Demiurge Molecule - 5:29
8. A Jewel Traced Through Coal - 5:16
9. Renewal - 4:12
10. Endings and Continuations - 6:00

### Pistes bonus
- Sur la version limité européenne :

1. Gateways (Orchestral) - 05:44

- Sur la version limité américaine :

1. Dimmu Borgir (Orchestral) - 05:35
2. Gateways (Video) - 05:05

- Sur la version double vinyle américaine :

1. Dimmu Borgir (Orchestral) - 05:35

- Sur l'édition américaine « Hot Topic » :

1. Gateways (Video) - 05:05
2. Perfect Strangers (Deep Purple cover) - 05:01
3. DMDR (Dead Men Don't Rape) (GGFH cover) - 04:24

- Sur l'édition par correspondance :

1. DMDR (Dead Men Don't Rape) (GGFH cover) - 04:24
2. Perfect Strangers (Deep Purple cover) - 05:01
3. Gateways (Orchestral) - 05:44
4. Dimmu Borgir (Orchestral) - 05:35
5. Gateways (Video) - 05:05

- Sur les versions vendues par Amazon MP3, Rhapsody, eMusic et Napster :

1. Dimmu Borgir (Orchestral) - 05:35

- Sur la version vendu par iTunes :

1. Gateways (Orchestral) - 05:44
2. The Demiurge Molecule (Orchestral) - 05:23
3. Gateways (Video) - 05:05

- Sur la version limitée japonaise :

1. Gateways (Orchestral) - 05:44
2. Perfect Strangers (Deep Purple cover) - 05:01

## Participation

### Membres du groupe
- Shagrath - chant, clavier
- Silenoz - guitare
- Galder - guitare

### Invités
- Gerlioz - clavier
- Daray (Dariusz Brzozowski) - batterie
- Snowy Shaw - guitare basse, chant clair
- Agnete Kjølsrud (Djerv, Animal Alpha) - chant féminin (sur Gateways et Endings and Continuations)
- Kristoffer Rygg (Ulver) - chant (sur Endings and Continuations)
- Andy Sneap - guitare (sur Gateways et Renewal)
- Ricky Black - guitare (sur Endings and Continuations)

## Classement des ventes
| Pays     | Meilleure position |
| -------- | ------------------ |
| Norvège  | 2                  |
| Finlande | 8                  |
| Suède    | 17                 |
| Autriche | 20                 |
| Suisse   | 24                 |
| Belgique | 41                 |
| France   | 43                 |
| Pays Bas | 100                |